# Sabanejewia romanica
Sabanejewia romanica är en fiskart som först beskrevs av Bacescu, 1943.  Sabanejewia romanica ingår i släktet Sabanejewia och familjen nissögefiskar. Inga underarter finns listade i Catalogue of Life.
Sabanejewia romanica blir upp till 12 cm lång. Kännetecknande är en smal svart linje längs kroppssidorna. Dessutom finns 8 till 13 mörka fläckar på varje sida.
Denna fisk förekommer i centrala och södra Rumänien. Den lever bland annat i vattendrag som har anslut mot Donau eller som mynnar i floderna Argeș, Olt, Jui, Mureș och Tapolitza. Arten vistas i klara vattendrag. Äggläggningen sker mellan maj och juli.
Vattenföroreningar och etablering av dammbyggnader hotar beståndet. Enligt uppskattningar minskade hela populationen med 30 procent under de gångna 10 åren (räknad från 2008). IUCN kategoriserar arten globalt som nära hotad.